# Liceo Carmela Silva Donoso
El Liceo Carmela Silva Donoso es una institución educativa de Ñuñoa, Chile, fundada en año 1898. Fue el primer liceo fiscal con una sección de internado femenino en Chile, creada en 1913. Actualmente, es un liceo de niñas municipalizado, que imparte la modalidad de  educación prebasica(pre-kinder y Kinder)ducación general básica N.B.6 (1°,2° básico y 5° a 8° años) y de educación media científico-humanista (1.º a 4.º años). 
Su creación se originó para cubrir la demanda por educación femenina principalmente por la dispersión demográfica del país y la falta de liceos de niñas en las provincias.

## Historia

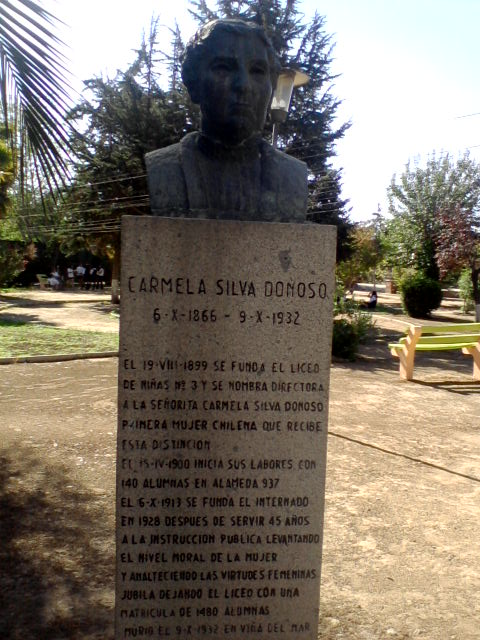
Estatua de Carmela Silva Donoso su primera directora

Se fundó como la sección internado del Liceo fiscal femenino n.º 3, según el Decreto 11375. Su primera directora fue la profesora Carmela Silva Donoso, quien fue además la primera mujer que ejerció en el país la dirección de un liceo secundario público
Funcionó en el centro de Santiago como una sección del Liceo N.º 3 hasta 1964, cuando comenzó a funcionar como liceo independiente al emigrar a ocupar los amplios espacios que le brindó una donación de terrenos gestionado por exalumnas en la comuna de Ñuñoa frente al Estadio Nacional, lugar que ha ocupado por décadas.
En 1982 dentro del proceso de municipalización de la enseñanza pasa a depender de la Municipalidad de Ñuñoa constituyéndose como el único liceo de Santiago que aún mantiene secciones de externado e internado femenino.
Actualmente es un liceo de excelencia que figura entre los diez primeras instituciones educativas del país.

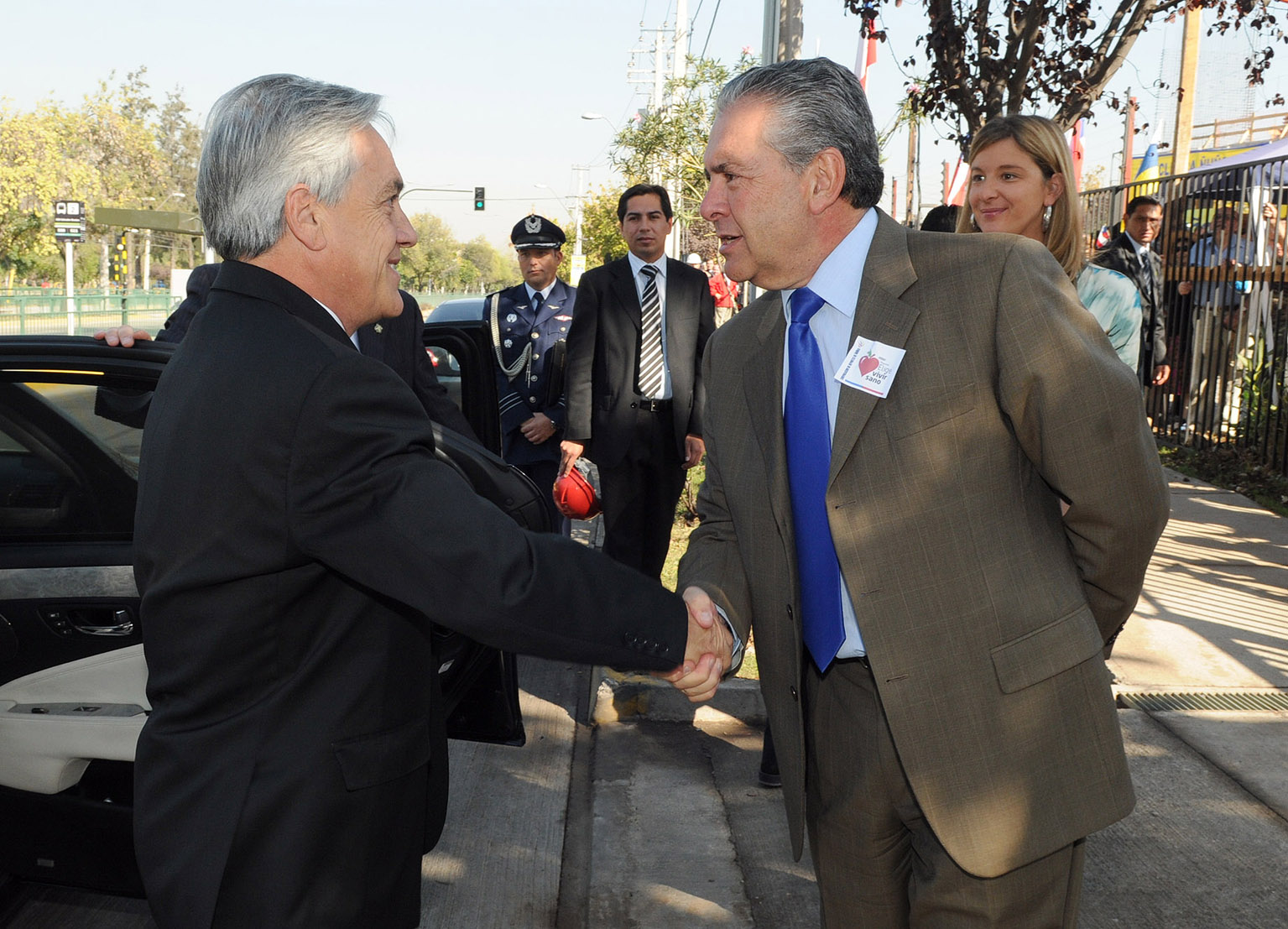
Alcalde Sabat y el presidente

Durante la Movilización estudiantil en Chile de 2011  este liceo tuvo un papel destacado dentro del proceso. Comenzó una toma por varios meses y destacó en los medios de comunicación cuando el alcalde Pedro Sabat indicó que este liceo se estaba convirtiendo en: "una casa de remoliendas", dado que según él "tendría antecedentes" que  "Se dedican a hacer fiestas y se llena de hombres" en alusión a una película homónima del momento que basada en un burdel. La reacción no se hizo esperar y aparte de poner en el frontis un cartel alusivo presentaron un recurso judicial contra el alcalde.
Al terminar el conflicto el alcalde Sabat volvió a la carga diciendo: “El Internado Nacional Femenino era un puterío”, frase que tuvo honda repercusión en las redes sociales y motivó una nueva demanda.
Si bien el Alcalde intentó pedir disculpas al día siguiente en la misma conferencia de prensa catalogó a las alumnas como "tontitas", lo que enardeció los ánimos y le significó una funa y una inédita "Marcha de la putas (sic)" organizada desde el liceo.

## Himno
"Entonemos un himno de gloria,
Jubiloso mensaje de Amor
que resuenen los ámbitos todos
juventud, esperanza y honor.
Es nuestra casa este Internado
aquí encontramos calor de hogar
aquí se tornan las horas leves
aquí aprendemos a laborar.
Es un refugio donde contentas
cada cual cumple con su deber

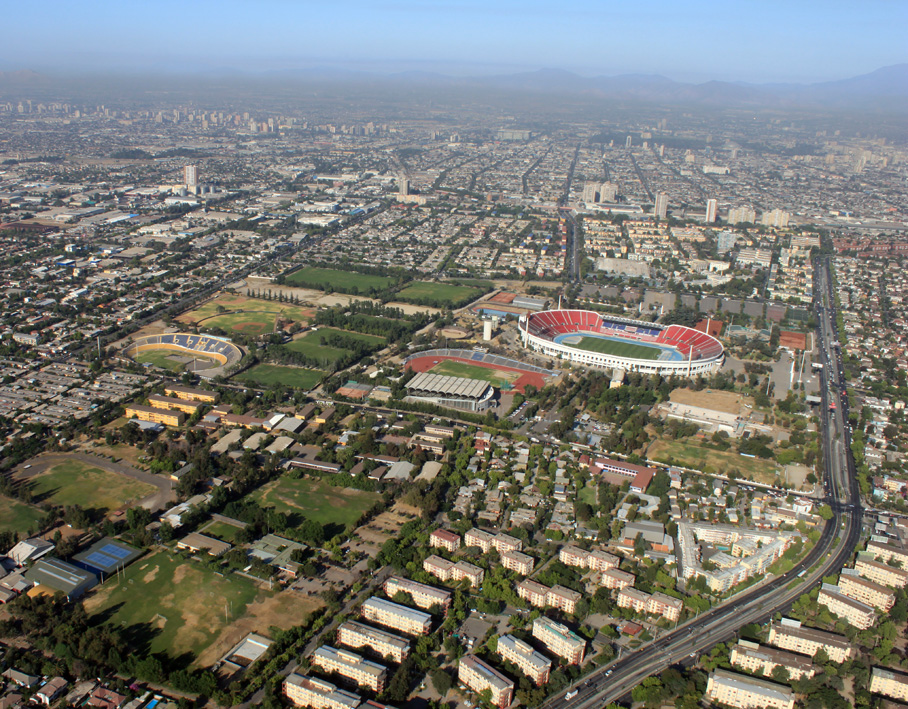
Sector centro de la foto edificios amarillos y terrenos aledaños, antes de los estadios

se abren los surcos de nuestras mentes
y en ellos caen con fe la mies.
Entonemos... (coro)
Suban al cielo hoy nuestras voces
enalteciendo ciencia y virtud
de la maestra, Mujer ilustre
que amará tanto a la juventud
fue tu bella alma Carmela Silva
la que dio rumbos a este plantel
cual visionaria tú comprendiste
Que un *Internado es de Chile un bien."
Letra: Ana Espinoza de Cancino.
Música: Pedro Núñez Navarrete.
La palabra "Internado" actualmente se canta como "Liceo".

## Características del colegio

### Actividades Especiales
Directora: Actualmente, la Directora del Internado es la Profesora Verónica Cisternas Castañeda,

## Liceo

### Infraestructura
El liceo dividido en el externado y el internado ocupan un amplio espacio de terreno en la Avenida Pedro de Valdivia. Dispone de biblioteca, casino y un sector deportivo con gimnasio.
6 Pabellones con tres pisos.
2 salones de estudio.
5 dormitorios
Capacidad: 250 alumnas internas (max)
Tiene 3,2 ha con una superficie construida de 1,3 ha